# Priscilla Band
 (juillet 2023).
Pour les articles homonymes, voir Priscilla.
Priscilla Band est un groupe espagnol de funk, originaire de Bilbao, dans le Pays basque. Priscilla Band est un groupe de funk, composé de neuf musiciens.

## Histoire
Le groupe est formé en 2005 dans le Pays basque. En 2010, année pendant laquelle le groupe gagne en notoriété, Priscilla Band accueille le chanteur Juanxtu Garcia. Après la sortie de son premier album, Olor A Fonk, en 2012 sous son propre label Priscifunktoría, il entame une tournée de plus de 60 concerts dans toute l'Espagne.
En avril 2014, il commence à enregistrer son deuxième album Xalala Kale aux studios Funkameba à Madrid, sous la supervision attentive de Santi Martín. C'est un album à l'ancienne entièrement enregistré en analogique, et qui contient neuf pistes de deep funk.
Grâce à la tournée Olor a Fonk Tour, le groupe est finaliste de concours majeurs tels que Villa de Bilbao, Euskaltel ou ImaginaFunk, et apparaît dans d'importants médias locaux et nationaux. En 2016, il  donne un concert au Plaza Nueva, qui donne lieu à l'enregistrement du DVD Aste nagusia 2016.

## Discographie
- 2012 : Olor a Fonk (Priscifunktoria)
- 2014 : Xalala Kale (Priscifunktoria)
- 2016 : Aste nagusia 2016 (DVD)